# 雞茸 (雞肉)
雞茸指以雞肉造成的肉泥，多用於京菜、川菜、淮揚菜，較少用於粵菜。雞茸有多種用法，可用溫油炸或熱水焯成雞片，可放湯內成羹，亦可釀於其他食材之中等。使用雞茸做成的著名菜式有芙蓉雞片、芙蓉燕菜、雞豆花、雞粥魚肚、雞茸雪耳羹、雞茸珧柱羹等。
做法是將去筋的雞用刀背刴爛成泥後，加入雞湯、蛋白、澱粉、調味料拌均而成。